# Юдин, Сергей Петрович (художник)
Сергей Петрович Юдин (1858—1933) российский, советский живописец, график, театральный художник и педагог.

## Биография
В 1883—1889 годах художник учился в Императорской Академии Художеств в Санкт-Петербурге. За время обучения был дважды награжден двумя малыми поощрительными медалями.
В 1891 году Юдин вместе с семьей из России переехал в Туркестан, где поселился сначала в Новом Маргелане, затем — в Ташкенте. В Туркестане активно занимался живописью и педагогической деятельностью. Сергей Петрович преподавал рисование в Ташкентском кадетском корпусе. У него была большая семья. Жена Александра Иосифовна, дочери Лариса, Ольга, Наталья, Ирина и сын Петр.
Ученик одного из основоположников передвижнического пейзажа М. К. Клодта, в классе которого Юдин сформировался как пейзажист, живописец и унаследовал от своего учителя умение создавать пейзажи. Известен этюд «Дорога к Ташкентскому кадетскому корпусу». Специально построенное для этого учебного заведения здание, занятое сейчас Ташкентским медицинским институтом.
В 1892 году в качестве художника экспедиции принимал участие в Памирском походе под командованием генерал-майора М. Е. Ионова. Несколько рисунков, выполненных Юдиным во время экспедиции и объединенные в серию «По пути на Памир», были опубликованы в Журнале «Нива».
Юдин создавал пейзажно-жанровые этюды. Особенно удавались ему многоплановые горные пейзажи, среднеазиатская зима. Юдин всегда находит интересную композицию, игру света и тени «Горный пейзаж» (1907); «Чайхана в горах» (1900-е) годы и др.
Один из основателей Туркестанской народной художественной школы в Ташкенте. Среди его учеников наиболее известен художник Николай Карахан.
До Революции руководил театральным кружком железнодорожных рабочих, а также писал декорации для ташкентских любительских театров.
В октябре 1918 года состоялась первая постановка советского театра в Ташкенте. С. Юдин написал декорацию к пьесе Г. Гауптмана «Ткачи». Преимущественно пейзажист, художник старой школы, как о нем писали местные газеты, С. Юдин в своих работах в том числе театральных стоял на позициях передвижничества.
Начиная с 1923 года художник переехал в Москву. Где обрёл популярность пейзажными работами, в которых играл световыми эффектами мастерски передавая цвет и форму скал и хребтов, лунного и солнечного света, горных закатов и рассветов, базаров и сцен из жизни местных жителей..

## Выставки
Живописец принимал участие в выставках Академии художеств, «Общества взаимного вспомоществования русских художников», «Ассоциации художников революции» и других.
В 1907 году военный губернатор Сырдарьинской области Н. И. Гродеков заказал одному из ведущих художников Ташкента С. П. Юдину копии с семи картин хранившихся в Зимнем Дворце для выставки.
На Туркестанской сельскохозяйственной выставке 1909 года в в качестве картин-иллюстраций экспонировались работы С. Юдина, Н. Розанова, И. Казакова и других художников.
До Революции единственная Туркестанская художественная выставка состоялась в 1915 году в Ташкенте, на ней показали свои работы Л. Бурэ, И. Казаков, С. Юдин, Р. Зоммер, В. Розвадовский.
Одной из первых персональных выставок мастера стала экспозиция работ Сергея Юдина, посвященная 30-летнему юбилею его творческой деятельности в Узбекистане.

## Музеи
Произведения художника хранятся в ряде собраний художественных музеев.
- Государственный музей истории Санкт-Петербурга
- Государственный музей искусств Узбекистана
- Государственный музей истории Узбекистана